# Санырау
Санырау (каз. Саңырау) — село в Келесском районе Туркестанской области Казахстана. Входит в состав Ошактинского сельского округа. Код КАТО — 515477800.

## Население
В 1999 году население села составляло 297 человек (142 мужчины и 155 женщин). По данным переписи 2009 года, в селе проживал 381 человек (188 мужчин и 193 женщины).